# La Trinité (Eure)
Trinité – miejscowość i gmina we Francji, w regionie Normandia, w departamencie Eure.
Według danych na rok 1990 gminę zamieszkiwało 75 osób, a gęstość zaludnienia wynosiła 25 osób/km² (wśród 1421 gmin Górnej Normandii Trinité plasuje się na 817. miejscu pod względem liczby ludności, natomiast pod względem powierzchni na miejscu 841.).